# Leone II d'Armenia
Leone II d'Armenia (in armeno Լեւոն Ա Մեծագործ?, traslitterazione dalla lingua armena orientale Levon Metsagorts e dalla lingua armena occidentale Levon Medzakordz), noto anche come Leone I, detto il Magnifico (1150 – 2 o 5 maggio 1219), fu Principe delle montagne dal 1187 e primo re dell'Armenia Minore dal 1199 fino alla morte.

## Biografia

### Infanzia
Figlio del principe rupenide Stefano e di Rita di Barbaron, i suoi nonni furono Leone I, principe delle montagne e l'hetumide Smbat, signore di Barbaron; fu fratello e successore di Ruben.

### Primo matrimonio
Il 3 febbraio 1189 Leone sposò una signora chiamata Isabella, le cui origini non sono chiare (il suo cognome "d'Austria", indica una possibile origine germanica), l'unica notizia certa è che era figlia di un fratello di Sibilla, la terza moglie del principe Boemondo III d'Antiochia; da questo matrimonio nacque solo una figlia, Stefania (chiamata anche Rita, nata dopo il 1195, morta nel 1220) che nell'aprile 1214 sposò Giovanni di Brienne (morto nel 1237).
Nel 1206, il catholicos Giovanni di Sis accusò la regina Isabella di adulterio.
Leone mise a morte diversi membri del seguito di sua moglie ed attaccò lei personalmente.
Il loro matrimonio fu annullato ed Isabella fu imprigionata il 28 gennaio nella fortezza di Vahka, dove fu avvelenata nel 1207.

### Secondo matrimonio
Leone si risposò a Cipro il 28 gennaio 1210, con la principessa Sibilla di Lusignano, figlia del re Amalrico II di Gerusalemme, che gli diede una figlia, Isabella o Zabel, il 27 gennaio 1216, che gli succederà sul trono.

### Predecessori
Quando suo padre Stefano fu assassinato, nel 1170, suo zio Mleh prese il potere e con grande scandalo degli armeni, si alleò con l'emiro Norandino contro i crociati.
Leone e suo fratello Ruben giudicarono più prudente rifugiarsi presso lo zio materno Paguran, signore di Barbaron.
Nel 1175 Mleh fu ucciso dai propri soldati che chiesero a Roupen di salire al trono;
Leone accompagnò il fratello e lo assecondò nelle sue imprese.
Quando il principe Boemondo III, nel 1185 catturò con l'inganno Ruben, Leone condusse un esercito ad Antiochia per liberarlo.

### Princeps de montibus

Il Vicino oriente nel 1190.

Leone divenne Princeps de Montibus (governante della Cilicia armena) nel 1187 quando suo fratello Ruben III, poco tempo prima di morire, gli lasciò la corona e si ritirò in un monastero.
Egli fu inizialmente reggente e tutore per le sue nipoti Alice e Filippa, ma le mise da parte quando, più tardi, ottenne la corona regale.
Tra le sue prime azioni come principe fu la conferma dell'indipendenza del principato, acquisita da Mleh e Ruben III e la richiesta di essere incoronato re rivolta al papa ed all'imperatore Federico Barbarossa; il titolo gli sarà concesso e, dopo dodici anni il 6 gennaio 1199 Leone II sarà consacrato re a Tarso dal cardinale Corrado di Wittelsbach.
Con l'approssimarsi della terza crociata egli aprì i negoziati con Federico Barbarossa per ricevere il titolo di re d'Armenia, ma Federico annegò nel fiume Saleph, in Cilicia, ed il progetto fu rinviato.
Questo rappresentò un cambiamento significativo nella politica armena, che aveva tradizionalmente guardato all'Impero bizantino come autorità.
Si dice inoltre che Leone abbia presenziato al matrimonio di Riccardo Cuor di Leone in Cipro come testimone dello sposo, nel 1191.
Come suo fratello, Leone rafforzò i legami con gli stati crociati, e sposò, in successione, due principesse latine.
Tale alleanza fu tanto preziosa per lui quanto per i crociati, che avevano appena perso Gerusalemme.

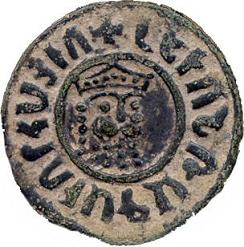
Denario del principe Leone

Rimase l'antagonismo nei confronti del principato di Antiochia a causa di dispute sui confini.
Nel 1194 Leone conquistò il castello di Bagras, sul confine settentrionale del principato, togliendolo al Saladino che l'aveva espugnato nel 1189.
Boemondo III d'Antiochia ed i Cavalieri templari, i proprietari originari, ne chiesero la restituzione.
Leone attirò Boemondo a Bagras con il pretesto di un negoziato, lo catturò e lo imprigionò a Sis.
Per mezzo della coercizione, Boemondo fu costretto a cedere il principato a Leone; ma il principe ereditario Raimondo ed il patriarca Aimerio di Limoges, sostenuti dalla popolazione latina e greca, rifiutarono di consegnare la città e respinsero un attacco armeno.
La pace fu presto firmata.
Boemondo fu successivamente rilasciato grazie alla mediazione di Enrico II di Champagne, ma fu costretto ad abbandonare ogni pretesa relativa alla sovranità dell'Armenia.
Inoltre, i due strinsero un'alleanza matrimoniale, nel 1195 il figlio di Boemondo, Raimondo, sposò Alice d'Armenia, la figlia di Ruben III.

### Primo Re dell'Armenia Minor

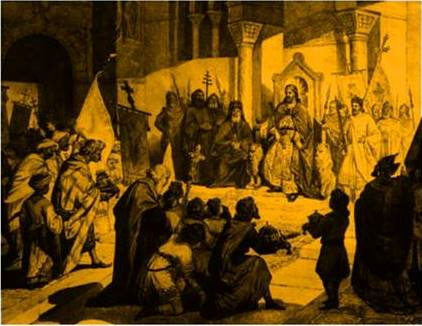
L'incoronazione di re Leone II in un dipinto di Juliano Zasso.

Leone continuò ad appellarsi al nuovo imperatore Enrico VI ed al papa Celestino III per un titolo reale; i suoi sforzi ebbero successo ed il 6 gennaio 1199 egli fu incoronato re della Piccola Armenia dal legato pontificio Corrado di Wittelsbach, arcivescovo di Magonza, nella chiesa dell'Aghia Sophia a Tarso.
Egli era nominalmente un vassallo imperiale, ma presto abbandonò ogni riconoscimento di fedeltà feudale.
Una lotta di successione era frattanto scoppiata ad Antiochia; Raimondo d'Antiochia era morto nel 1199 lasciando un figlio postumo, Raimondo Rupeno, erede del principato per diritto di primogenitura.
Tuttavia il fratello minore di Raimondo, Boemondo, già conte di Tripoli, contestò vigorosamente la successione, ed espulse il suo stesso padre dalla città nel 1199.
Contro di lui intervenne però Leone, e restaurò sul trono del principato Boemondo III, ma quando questi morì, nel 1201, il giovane Boemondo fu riconosciuto Principe di Antiochia come Boemondo IV.
Nel 1203 Leone tentò di conquistare Antiochia e mettere Raimondo-Ruben sul trono, ma fu sconfitto dai cavalieri templari che favorivano Boemondo.
Leone continuò ad appoggiare Raimondo-Ruben, che nel 1210 aveva sposato Helvis di Lusignano un'altra figlia di Amalrico II (dalla sua prima moglie), e lo incoronò "Re giovane" d'Armenia il 15 agosto 1211.
Gli alleati di Boemondo IV, compresi i cavalieri templari e l'emiro ayyubide di Aleppo, al-Malik al-Ẓāhir (1193-1216), anticiparono tutti i tentativi di espellere Boemondo dalla cittadella di Antiochia, sebbene Leone entrasse varie volte in città.

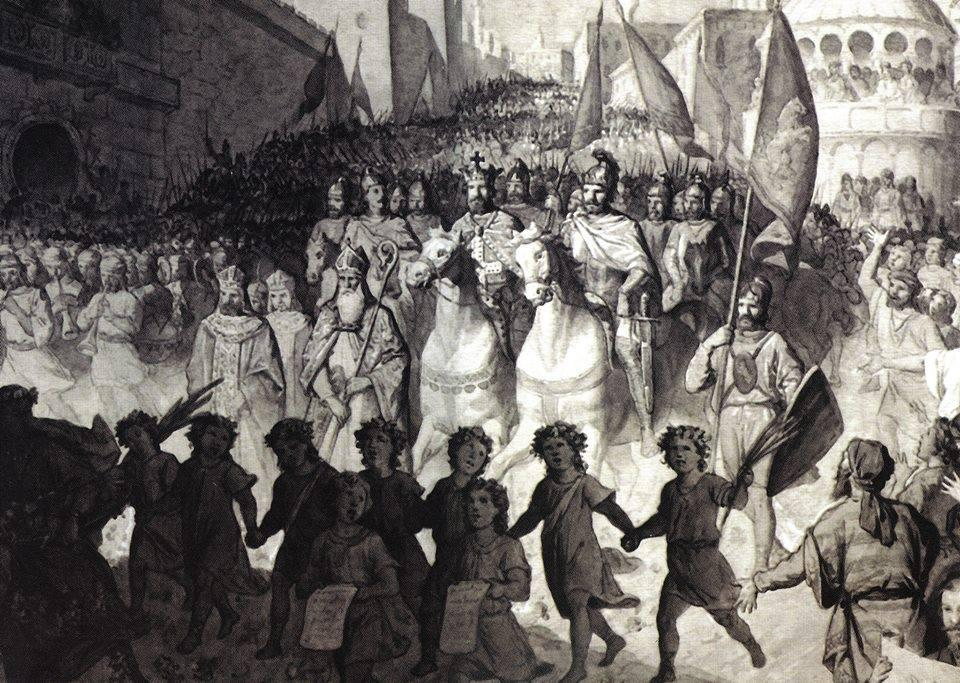
Leone il Magnifico entra trionfalmente ad Antiochia

Nel 1216, con l'aiuto dei cavalieri ospitalieri, Leone riuscì infine a conquistare Antiochia ed insediare Raimondo-Ruben come principe.
A seguito di ciò Leone decise che sua figlia Isabella, invece di Raimondo Rupeno, avrebbe ereditato il trono della Piccola Armenia; così alla sua morte, nel 1219, Isabella divenne regina, ma Raimond-Ruben fu cacciato da Antiochia e venne a contendere la corona.
Nei suoi ultimi anni Leone aveva sofferto di deformazioni ai piedi ed alle mani, probabilmente un sintomo di gotta.

### Il Magnifico

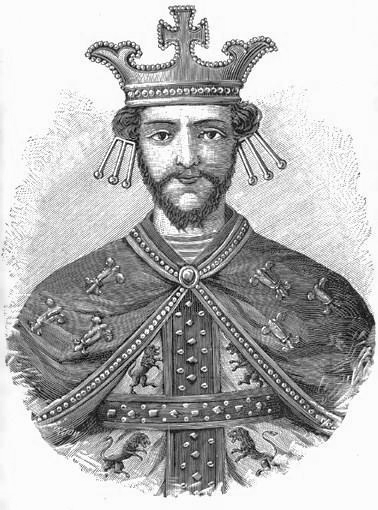
Leone II il Magnifico d'Armenia in un'illustrazione d'epoca

Leone fu un potente governante, ricordato dai cronisti come "Leone il Magnifico".
La sua corte a Sis fu un centro culturale ed egli fu un mecenate della calligrafia e delle arti.
Si alleò con i cavalieri oOspitalieri e con l'ordine teutonico, ma allontanò i cavalieri templari dal suo regno.
Favorì i commerci con Venezia e Genova, aprendo i suoi porti di Laiazzo e Corico al mondo.
Le assise di Antiochia furono adottate come leggi del regno e tradotte in armeno.
Inoltre conquistò Eraclea Cibistra (ora Ereğli o Konya Ereğlisi) e Larende (ora Karaman) dal sultanato di Iconio nel 1211 e tenne queste città per cinque anni.

## Discendenza
Dal primo matrimonio tra re Leone e Isabella d'Austria nacque:
- Stefania (1195 - 1220), sposò Giovanni di Brienne.

Leone il Magnifico e Sibilla di Lusignano ebbero una figlia:
- Isabella d'Armenia (27 gennaio 1216 o 1217 – 23 gennaio 1252), fu regina regnante della Piccola Armenia.

## Ascendenza
|                    |   |   | Genitori |  |  | Nonni |  |  | Bisnonni               |  |  | Trisnonni         |  |
|                    |   |   |          |  |  |       |  |  | Costantino I d'Armenia |  |  | Ruben I d'Armenia |  |
|                    |   |   |          |  |  |       |  |  | Costantino I d'Armenia |  |  | Ruben I d'Armenia |  |
|                    |   | … |          |  |  |       |  |  | Costantino I d'Armenia |  |  |                   |  |
| Leone I d'Armenia  |   |   |          |  |  |       |  |  | Costantino I d'Armenia |  |  |                   |  |
|                    |   | … | …        |  |  |       |  |  |                        |  |  |                   |  |
|                    |   | … | …        |  |  |       |  |  |                        |  |  |                   |  |
|                    |   | … | …        |  |  |       |  |  |                        |  |  |                   |  |
| Stefano d'Armenia  |   | … |          |  |  |       |  |  |                        |  |  |                   |  |
|                    |   | … | …        |  |  |       |  |  |                        |  |  |                   |  |
|                    |   | … | …        |  |  |       |  |  |                        |  |  |                   |  |
|                    |   | … | …        |  |  |       |  |  |                        |  |  |                   |  |
| Beatrice di Rethel |   | … |          |  |  |       |  |  |                        |  |  |                   |  |
|                    |   | … | …        |  |  |       |  |  |                        |  |  |                   |  |
|                    |   | … | …        |  |  |       |  |  |                        |  |  |                   |  |
|                    |   | … | …        |  |  |       |  |  |                        |  |  |                   |  |
| Leone II d'Armenia |   | … |          |  |  |       |  |  |                        |  |  |                   |  |
|                    | … | … |          |  |  |       |  |  |                        |  |  |                   |  |
|                    | … | … |          |  |  |       |  |  |                        |  |  |                   |  |
|                    | … | … |          |  |  |       |  |  |                        |  |  |                   |  |
| …                  | … |   |          |  |  |       |  |  |                        |  |  |                   |  |
|                    |   | … | …        |  |  |       |  |  |                        |  |  |                   |  |
|                    |   | … | …        |  |  |       |  |  |                        |  |  |                   |  |
|                    |   | … | …        |  |  |       |  |  |                        |  |  |                   |  |
| Rita di Barbaron   |   | … |          |  |  |       |  |  |                        |  |  |                   |  |
|                    |   | … | …        |  |  |       |  |  |                        |  |  |                   |  |
|                    |   | … | …        |  |  |       |  |  |                        |  |  |                   |  |
|                    |   | … | …        |  |  |       |  |  |                        |  |  |                   |  |
| …                  |   | … |          |  |  |       |  |  |                        |  |  |                   |  |
|                    |   | … | …        |  |  |       |  |  |                        |  |  |                   |  |
|                    |   | … | …        |  |  |       |  |  |                        |  |  |                   |  |
|                    |   | … | …        |  |  |       |  |  |                        |  |  |                   |  |
|                    |   | … |          |  |  |       |  |  |                        |  |  |                   |  |